# ناروهیسا آراکاوا
ناروهیسا آراکاوا (انگلیسی: Naruhisa Arakawa؛ زادهٔ ۱۴ مارس ۱۹۶۴) فیلم‌نامه‌نویس، ترانه‌سرا اهل ژاپن است.